# Baño turco victoriano

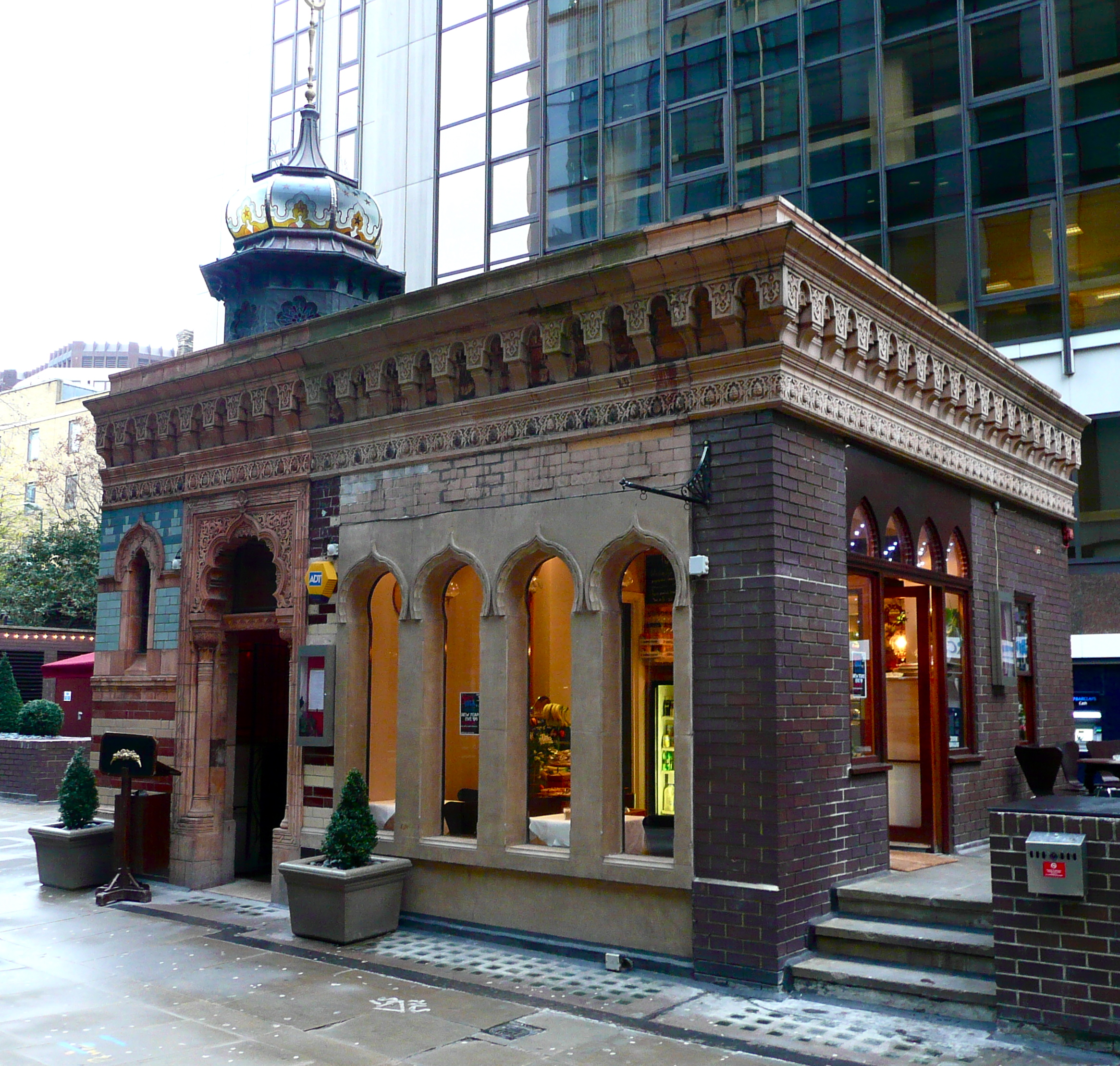
Baño turco en Bishopsgate, City de Londres, que ahora funciona como restaurante y lugar de eventos.

El baño turco victoriano (en inglés Victorian Turkish bath) o simplemente baño turco (en inglés Turkish bath, aunque no debe confundirse con los baños tradicionales de Turquía y el Imperio otomano) es un tipo de baños públicos que se derivó del hammam (casa de baños) del mundo islámico que usaba aire caliente seco. Se hizo popular como terapia, método de limpieza y lugar de relajación durante la época victoriana, extendiéndose rápidamente por el Imperio británico, los Estados Unidos de América y Europa Occidental.

## Descripción
A diferencia de las saunas rusas (banya), que usan vapor, los baños turcos victorianos se enfocan en el aire. El proceso de baño en particular es más o menos paralelo a las antiguas prácticas romanas de baño. Comienza con la relajación en una habitación calentada por un flujo continuo de aire caliente y seco, que permite al bañista transpirar libremente. Luego, los bañistas pueden pasar a una habitación aún más caliente antes de lavarse con agua fría. Después de realizar un lavado de cuerpo completo y recibir un masaje, los bañistas finalmente se retiran a la sala de enfriamiento para un período de relajación. A diferencia de un hammam, los baños turcos victorianos usan aire caliente y seco; en el hammam islámico el aire es a menudo vaporoso. El bañista en un baño otomano victoriano a menudo se zambullía en una piscina fría después de las habitaciones calientes; el hammam islámico generalmente no tiene piscina a menos que el agua fluya de un manantial. En los hammams islámicos, los bañistas se salpican con agua fría. El baño turco victoriano fue descrito por Johann Ludwig Wilhelm Thudichum en una conferencia ante la Royal Society of Medicine impartida en 1861, un año después de que se abriera el primer baño de este tipo en Londres:

El descubrimiento que se perdió y se ha vuelto a encontrar, es este, en pocas palabras: La aplicación de aire caliente al cuerpo humano. No es aire mojado, ni aire húmedo, ni aire vaporoso; no es vapor en ninguna forma u otra. Es una inmersión de todo el cuerpo en aire caliente común.

## Historia
A mediados del siglo XIX, los baños y lavaderos en Gran Bretaña tomaron varias formas. Los baños turcos fueron introducidos por David Urquhart, diplomático y en algún momento miembro del parlamento de Stafford, quien por razones políticas y personales deseaba popularizar la cultura turca. En 1850, escribió The Pillars of Hercules, un libro sobre sus viajes en 1848 por España y Marruecos. Describió el sistema de baños secos de aire caliente que se usaba allí y en el Imperio otomano, que había cambiado poco desde la época romana. En 1856, Richard Barter leyó el libro de Urquhart y trabajó con él para construir un baño. Aunque esto no fue un éxito, Barter perseveró y envió a su arquitecto a estudiar los antiguos baños de Roma. Más tarde ese año abrió el primer baño turco moderno en el St Ann's Hydropathic Establishment cerca de Blarney, condado de Cork, Irlanda. Al año siguiente, se inauguró en Mánchester el primer baño público de este tipo construido en Gran Bretaña continental desde la época romana, y la idea se difundió rápidamente. Llegó a Londres en julio de 1860, cuando Roger Evans, miembro de uno de los Comités de Asuntos Exteriores de Urquhart, abrió un baño turco en el número 5 de Bell Street, cerca de Marble Arch.
Durante los siguientes 150 años, se abrieron más de 800 baños turcos en el país, incluidos los construidos por las autoridades municipales como parte de complejos de piscinas, aprovechando que ya había calderas para calentar agua en el lugar.
Se abrieron baños similares en otras partes del Imperio Británico. El Dr. John Le Gay Brereton, que había dado consejos médicos a los bañistas en un baño turco propiedad del Comité de Asuntos Exteriores en Bradford, viajó a Sídney, Australia, y abrió un baño turco allí en Spring Street en 1859, incluso antes de que tales baños llegaran Londres. Canadá tenía uno en 1869 y el primero en Nueva Zelanda se abrió en 1874.
La influencia de Urquhart también se sintió fuera del Imperio cuando en 1861, el Dr. Charles H. Shepard abrió los primeros baños turcos en los Estados Unidos en 63 Columbia Street, Brooklyn Heights, Nueva York, muy probablemente el 3 de octubre de 1863. Antes de eso, Estados Unidos, como muchos otros lugares, tenía varios baños rusos, uno de los primeros fue el que abrió en 1861 M. Hlasko en su natatorium en 219 S. Broad Street, Filadelfia. En Alemania, en 1877, Federico I, Gran Duque de Baden inauguró los baños romano-irlandeses de Friedrichsbad en Baden-Baden. Esto también se basó en el baño turco victoriano y todavía está abierto hoy.
A septiembre de 2020, solo quedaban abiertos once baños turcos victorianos o de estilo victoriano en Gran Bretaña, pero los baños de aire caliente aún prosperan en la forma del baño de vapor ruso y la sauna finlandesa. Algunos de los baños turcos británicos del siglo XIX, aunque conservan gran parte de su estructura, ahora se utilizan para otros fines, como restaurantes, lugares para eventos, y centros de negocios.